# آبرن جانکشن (ایندیانا)
آبرن جانکشن (به انگلیسی: Auburn Junction) یک منطقهٔ مسکونی در ایالات متحده آمریکا است که در شهرستان دیکلب، ایندیانا واقع شده است. آبرن جانکشن ۲۶۳٫۹۶ متر بالاتر از سطح دریا واقع شده است.